# 白樹下
白樹下（印尼語：Sungai Jaga A）是印度尼西亞西加里曼丹省孟加影縣雙溪拉雅鎮所轄的村之一，位於該鎮南部，東接札加拉鎮Sebandut村，南鄰百富院村，西瀕卡里馬塔海峽，北鄰Sungai Jaga B村。